# NGC 5977
NGC 5977 في الفهرس العام الجديد، هي مجرة، تقع في كوكبة الحية. اكتشفت في 29 يونيو 1880 بواسطة إدوارد ستيفان.

## روابط خارجية
- NGC 5977 على موقع ويكي سكاي: DSS2, SDSS, GALEX, IRAS, Hydrogen α, X-Ray, Astrophoto, Sky Map, Articles and images